# Arrothia
Arrothia is een geslacht van vlinders van de familie uilen (Noctuidae), uit de onderfamilie Agaristinae.

## Soorten
- A. bicolor Rothschild, 1896
- A. gueneianum Viette, 1954